# Domingo Gómez-Acedo
Domingo Gómez-Acedo Villanueva, noto come Txomin Acedo (Bilbao, 6 giugno 1898 – Getxo, 14 settembre 1980) è stato un calciatore spagnolo, di ruolo attaccante.

## Palmarès

### Club

#### Competizioni regionali
- Campionato basco: 9

Athletic Bilbao: 1913-1914, 1914-1915, 1915-1916, 1919-1920, 1920-1921, 1922-1923, 1923-1924, 1927-1928, 1928-1929

#### Competizioni nazionali
- Coppa di Spagna: 6

Athletic Bilbao: 1913-14, 1914-15,  1915-16, 1920-21, 1922-23

### Nazionale
- Argento olimpico: 1

Anversa 1920